# Campionati del mondo di ciclismo su pista 2024 - Velocità a squadre femminile
La gara di velocità a squadre femminile ai Campionati del mondo di ciclismo su pista 2024 si è svolta il 16 ottobre 2024. È stata vinta dalla squadra britannica.

## Podio
| Pos.    | Atleta        | Nazionalità                                                          |
| ------- | ------------- | -------------------------------------------------------------------- |
| Oro     | Gran Bretagna | Katy Marchant Sophie Capewell Emma Finucane                          |
| Argento | Paesi Bassi   | Kimberly Kalee Hetty van de Wouw Steffie van der Peet Kyra Lamberink |
| Bronzo  | Australia     | Molly McGill Kristina Clonan Alessia McCaig                          |

## Risultati

### Qualificazioni
I migliori 8 tempi si qualificano per il primo turno.
| Posizione | Nazione                                                             | Tempo  | Gap    | Note |
| --------- | ------------------------------------------------------------------- | ------ | ------ | ---- |
| 1         | Gran Bretagna Katy Marchant Sophie Capewell Emma Finucane           | 46.217 |        | Q    |
| 2         | Paesi Bassi Kimberly Kalee Hetty van de Wouw Steffie van der Peet   | 46.930 | +0.713 | Q    |
| 3         | Australia Molly McGill Kristina Clonan Alessia McCaig               | 47.727 | +1.510 | Q    |
| 4         | Cina Guo Yufang Jiang Yulu Yuan Liying                              | 47.808 | +1.591 | Q    |
| 5         | Germania Lara-Sophie Jäger Clara Schneider Alessa-Catriona Pröpster | 48.217 | +2.000 | Q    |
| 6         | Messico Jessica Salazar Daniela Gaxiola Yuli Verdugo                | 48.572 | +2.355 | Q    |
| 7         | Polonia Marlena Karwacka Urszula Łoś Nikola Seremak                 | 48.621 | +2.404 | Q    |
| 8         | Ucraina Anna Kolyzhuk Oleksandra Lohviniuk Alla Biletska            | 51.942 | +5.725 | Q    |

### Primo turno
Le 2 squadre vincenti con i tempi migliori gareggeranno nella finale per l'oro e argento, le altre 2 squadre vincenti in quella per il bronzo.
| Batteria | Posizione | Nazione                                                             | Tempo       | Note        |
| -------- | --------- | ------------------------------------------------------------------- | ----------- | ----------- |
| 1        | 1         | Germania Lara-Sophie Jäger Alessa-Catriona Pröpster Clara Schneider | 48.396      | q           |
| 1        | 2         | Cina Tong Mengqi Guo Yufang Yuan Liying                             | Non Partite | Non Partite |
| 2        | 1         | Australia Molly McGill Kristina Clonan Alessia McCaig               | 47.472      | q           |
| 2        | 2         | Messico Jessica Salazar Daniela Gaxiola Yuli Verdugo                | 48.142      |             |
| 3        | 1         | Paesi Bassi Kyra Lamberink Hetty van de Wouw Steffie van der Peet   | 46.803      | Q           |
| 3        | 2         | Polonia Marlena Karwacka Urszula Łoś Paulina Petri                  | 48.406      |             |
| 4        | 1         | Gran Bretagna Katy Marchant Sophie Capewell Emma Finucane           | 46.147      | Q           |
| 4        | 2         | Ucraina Tetiana Yashchenko Oleksandra Lohviniuk Alla Biletska       | 51.804      |             |

### Finali
| Posizione            | Nazione       | Atleti                                                     | Tempo  | Gap    | Note |
| -------------------- | ------------- | ---------------------------------------------------------- | ------ | ------ | ---- |
| Finale per l'oro     |               |                                                            |        |        |      |
| 1                    | Gran Bretagna | Katy Marchant Sophie Capewell Emma Finucane                | 45.949 |        |      |
| 2                    | Paesi Bassi   | Kimberly Kalee Hetty van de Wouw Steffie van der Peet      | 46.593 | +0.644 |      |
| Finale per il bronzo |               |                                                            |        |        |      |
| 3                    | Australia     | Molly McGill Kristina Clonan Alessia McCaig                | 47.358 |        |      |
| 4                    | Germania      | Lara-Sophie Jäger Alessa-Catriona Pröpster Clara Schneider | 48.188 | +0.830 |      |